# 개구쟁이 스머프

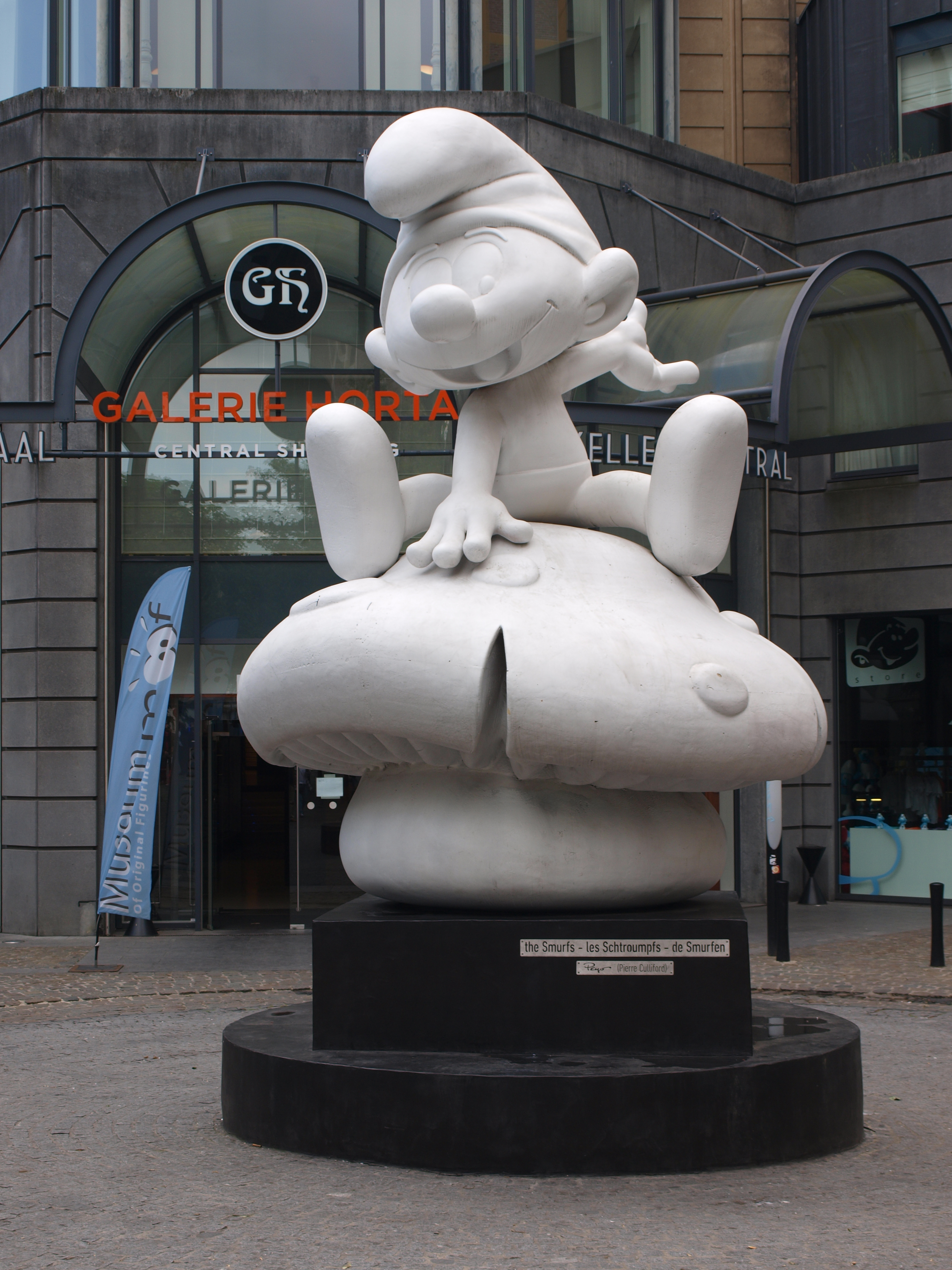
브뤼셀의 한 갤러리 앞에 있는 스머프 조각상

개구쟁이 스머프(프랑스어: Les Schtroumpfs, 네덜란드어: De Smurfen, 영어: The Smurfs)는 벨기에의 작가인 페요가 창작한 만화 프랜차이즈다. 스머프들은 유럽의 어느 숲에 살고 있으며 하늘색의 몸 색깔에 하얀 모자와 바지를 입는, 의인화된 작은 캐릭터들로 묘사된다. 원작을 기초로 해서 미국의 해나 바베라에서 1981년에 제작한 텔레비전 애니메이션 시리즈로도 유명하다.
대한민국에서는 KBS에서 '개구쟁이 스머프'라는 이름으로 방영한 바 있다. 당시 스머프 만화가 공산주의적인 이상향을 그린다는 이유로 수입이 불허되었으나, 미국 제작사의 요구로 방영되었다고 한다. 2009년에 애니메이션 채널인 닉에서 다시 방영했으며 일부 언어 표현과 주인공의 이름이 바뀌었다. 해나 바베라가 워너브라더스에 인수된 이후 벨기에의 배급사에서 소유권을 가지면서 녹음을 다시 했다. 2015년에는 디즈니 채널에서 다시 방영하였는데 6년전 기존 재녹음된 방식으로 그대로 방영되었다.

## 유래
페요에 따르면, 벨기에의 만화가인 앙드레 프랑캥과 점심 식사를 할 때, '소금'이라는 말이 갑자기 생각나지 않아서 "스머프 좀 건네줘"(passe-moi le schtroumpf, pass me the smurf)라고 했던 그의 말로부터 비롯된 것이라고 한다.

## 특징
스머프의 키는 사과 3개의 길이와 동일하며 피부는 파란색이다. 또한 엉덩이에 토끼와 동일한 모양의 꼬리가 달려 있다. 그리고 버섯 집에 산다.

## 각색

### 영화
2011년 3D 영화로 제작되었다. 2013년에 속편이 제작되었다. 닐 패트릭 해리슨, 제이마 메이스, 행크 아자리아, 소피아 베르가라등이 출연했다.

### 비디오 게임
스머프는 닌텐도의 NES, 게임 보이, 메가 드라이브 등 주요 콘솔 게임기용 비디오 게임으로도 제작되었다.
- Smurf: Rescue in Gargamel's Castle (1982)
- Smurf Play & Learn (1982)
- The Smurfs Save The Day (1983)
- Smurf Paint 'n' Play Workshop (1983)
- A Smurfin' Summer Holiday (1987)
- Smurfette's Birthday
- The Smurfs  (1994)
- The Smurfs 2: Travel the World (1996)
- The Smurfs 3 (1997)
- The Smurfs' Nightmare (1998)
- The Smurfs (1999)
- The Adventures of the Smurfs (2000)
- Smurf Racer! (2001)
- The Revenge of the Smurfs (2002)
- The Smurfs' Village (2010)
- The Smurfs Dance Party (2011)
- The Smurfs DS (2011)
- The Smurfs Grabber (2011)
- The Smurfs & Co (2011)
- The Smurfs & Co: Spellbound (2013)